# Dammsugarpåse

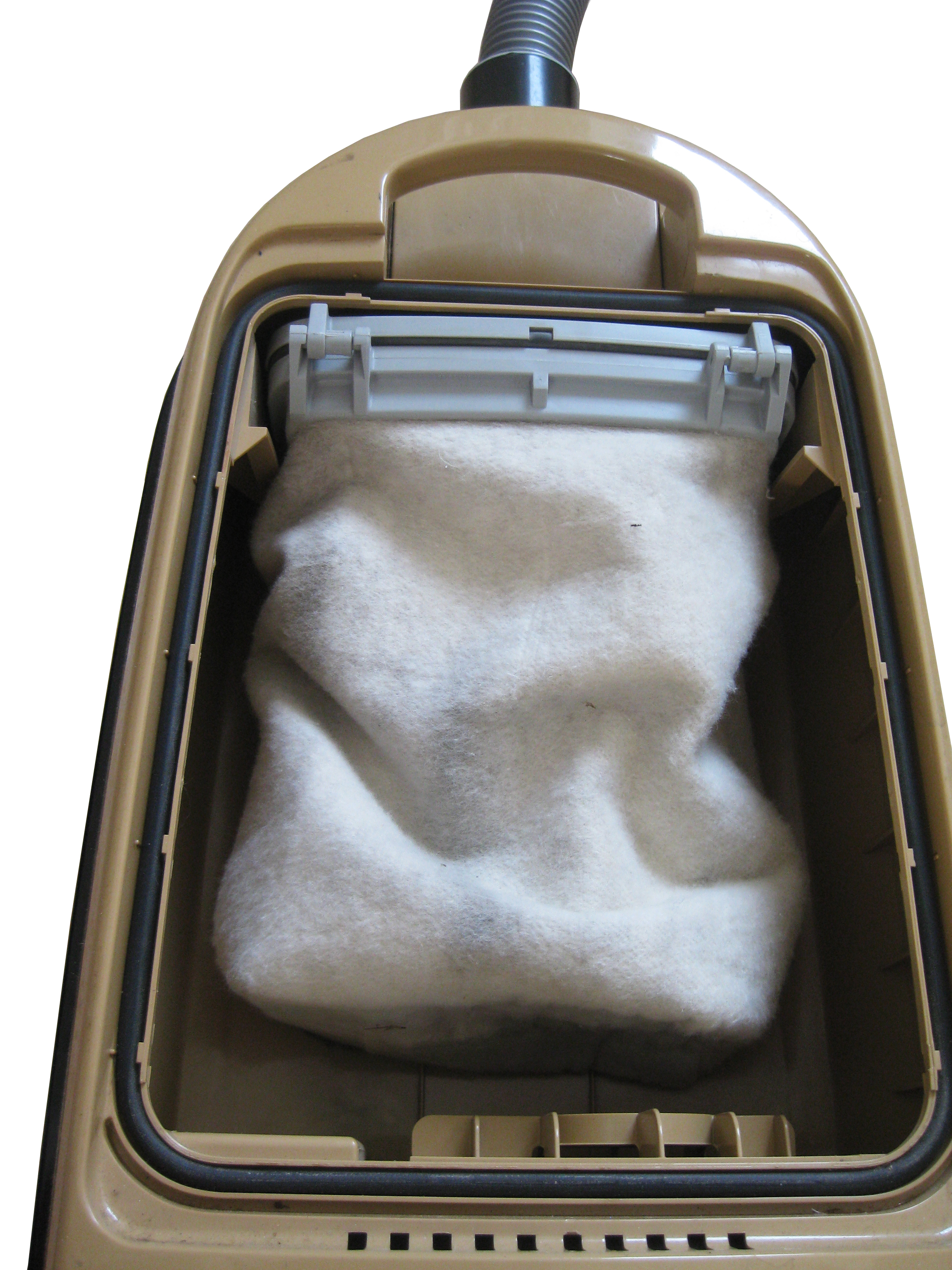
Dammsugarpåse i en gammal Siemensdammsugare.

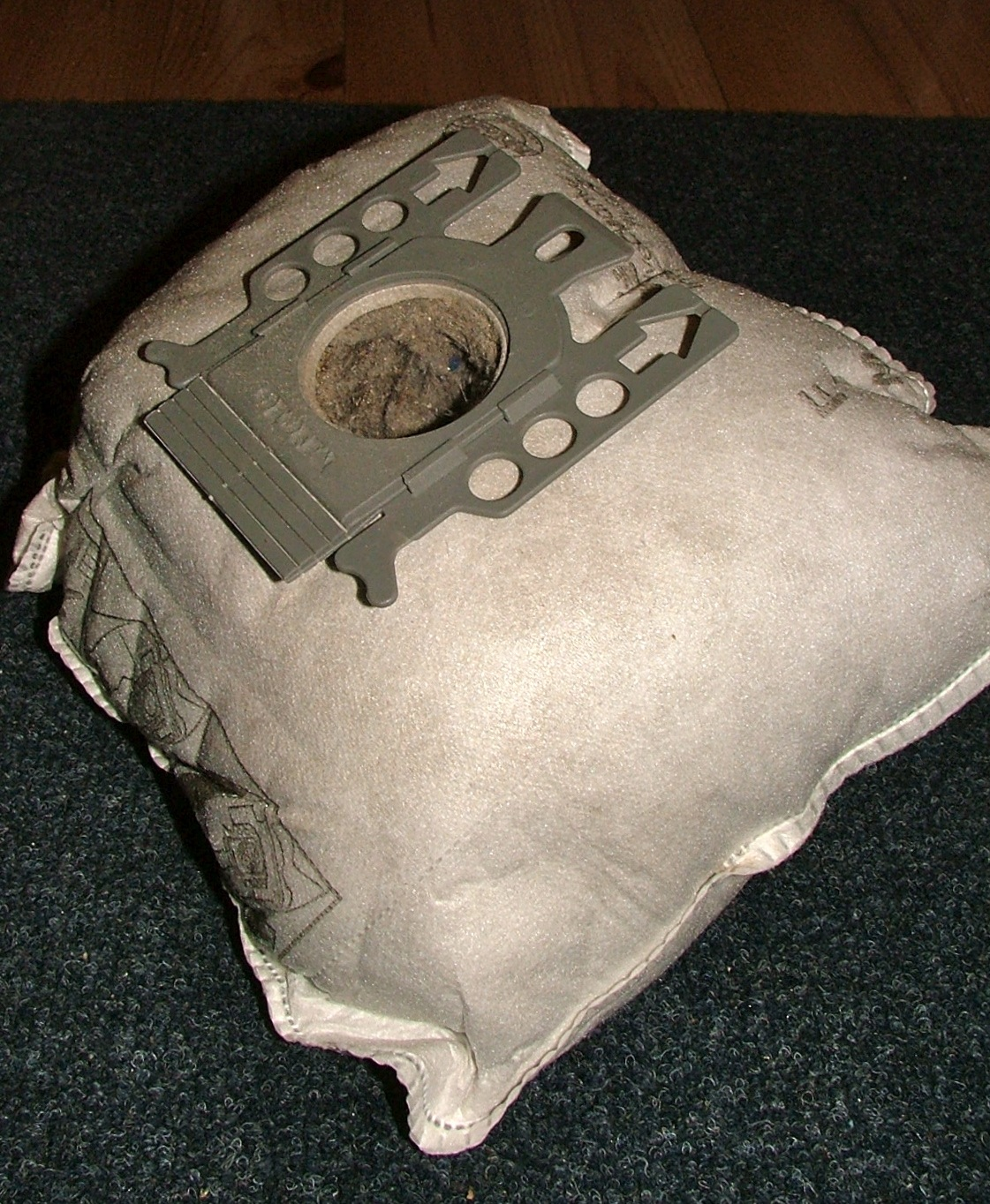
Använd, full dammsugarpåse till en Mieledammsugare.

Dammsugarpåsar används i dammsugare och fungerar som ett filter. Detta filter är format som en påse för att man med jämna mellanrum enkelt ska kunna byta ut dammsugarpåsen mot en ny då den är full. Dammsugarpåsar tillverkas i olika material. Papperspåsar har varit dominerande men fiber och mikrofiberpåsar har börjat ta över mer och mer i nya dammsugarmodeller. Mikrofiber är ett syntetiskt material som är bättre på att filtrera partiklar än papper. De flesta dammsugare är utrustade med extra filter som motorfilter och utblåsfilter (eller mikrofilter), för att ta hand om de minsta partiklarna som inte dammsugarpåsen lyckas filtrera.
Även om en del dammsugarpåsar passar flera olika märken och modeller finns en uppsjö olika former på dessa, ingen direkt standard finns. En del försök har gjorts för att skapa universalpåsar utan större framgång. Att använda fel påsar till en dammsugare förkortar livslängden på dammsugaren avsevärt då partiklar kan hamna utanför påsen och hamna i motorn. 
Idag finns även en mängd olika påsfria dammsugare på marknaden. 
Dammsugarpåsar säljs i fackhandeln, på varuhus och internet.